# جولین ریشتر
جولین ریشتر (انگلیسی: Julien Richter؛ زادهٔ ۱۰ آوریل ۱۹۹۹) بازیکن فوتبال اهل آلمان است.